# Filipe I da Macedónia
Filipe I da Macedónia foi rei da Macedónia, e reinou por trinta e três anos, de acordo com Eusébio de Cesareia, ou por trinta e oito anos (de 646 a 608 a.C.), de acordo com Jerônimo de Estridão.
Nas duas listas de reis da Macedónia em Eusébio de Cesareia, a primeira, atribuída a Diodoro Sículo, e a segunda, atribuída a outros historiadores, Filipe I sucede a Argeu I, reina por trinta e três anos, e é sucedido por Aéropo I.
Ele foi o sexto rei da Macedônia, era filho de Argeu I e foi o pai de Aéropo I. De acordo com Justino, ele morreu cedo, deixando o reino para Aéropo I, que ainda era uma criança de berço.